# Neobrachista incomperta
Neobrachista incomperta är en stekelart som beskrevs av Girault 1915. Neobrachista incomperta ingår i släktet Neobrachista och familjen hårstrimsteklar. Inga underarter finns listade i Catalogue of Life.